# Piers Paul Read
Piers Paul Read (Beaconsfield, 7 marzo 1941) è uno scrittore britannico.

## Biografia
Nato a Beaconsfield, contea del Buckinghamshire,  nel 1941, vive e lavora a Londra.
Figlio del poeta e critico letterario Herbert Read, si è laureato in storia all'Università di Cambridge.
Nella sua cinquantennale carriera ha scritto numerosi romanzi (17), ma è principalmente noto per i suoi saggi nei quali ha ricostruito drammatici eventi contemporanei come il disastro di Černobyl' narrato in Catastrofe o il disastro aereo delle Ande alla base del bestseller Tabù in seguito trasposto in film.
Tra i riconoscimenti ottenuti si ricordano l'Hawthornden Prize e il Somerset Maugham Award nel 1970 per Monk Dawson, il Geoffrey Faber Memorial Prize nel 1969 per The Junkers e il James Tait Black Memorial Prize nel 1988 per A Season in the West.

## Opere

### Romanzi
- Game in Heaven with Tussy Marx (1966)
- The Junkers (1968)
- Monk Dawson (1969)
- The Professor's Daughter (1971)
- The Upstart (1973)
- Polonaise (1976)
- A Married Man (1979)
- The Villa Golitsyn (1981)
- The Free Frenchman (1986)
- A Season in the West (1988)
- On the Third Day (1990)
- A Patriot in Berlin (1995)
- Knights of the Cross (1997)
- Alice in Exile (2001)
- The Death of a Pope (2009)
- The Misogynist (2010)
- Scarpia (2015)

### Saggi
- Tabù. La vera storia dei sopravvissuti delle Ande (Alive: The Story of the Andes Survivors) (1974), Milano, Sperling & Kupfer, 1974 Traduzione di Bruno Oddera
- Gli uomini d'oro (The Train Robbers) (1978), Milano, Sperling & Kupfer, 1978 Traduzione di Bruno Oddera ISBN 88-200-0039-3
- Quo Vadis? The Subversion of the Catholic Church (1991)
- Catastrofe (Ablaze: The Story of Chernobyl) (1993), Milano, Sperling & Kupfer, 1994 Traduzione di Giorgio Arduin ISBN 88-200-1746-6
- La vera storia dei Templari (The Knights Templar: The Dramatic History of the Knights Templar, the Most Powerful Military Order of the Crusades) (1999), Roma, Newton & Compton, 2001 Traduzione di Mariacristina Cesa ISBN 88-8289-540-8
- Alec Guinness. The Authorised Biography (2003)
- Hell and Other Destinations (2006)
- The Dreyfus Affair: The Story of the Most Infamous Miscarriage of Justice in French History (2012)

## Filmografia
- I sopravvissuti delle Ande (1976) regia di René Cardona (soggetto)
- Alive - Sopravvissuti (1993) regia di Frank Wilson Marshall (soggetto)
- Monk Dawson (1998) regia di Tom Waller (soggetto)